# 정소영 (배우)
정소영(1979년 1월 6일~)은 대한민국의 배우이다.

## 생애
1979년 1월 6일 대구광역시에서 출생한 그는 1999년 해태제과식품 젠느 모델 선발대회에서 대상을 수상하였고, 동년 MBC 28기 탤런트 공채 시험에 합격하여 데뷔하였다.
2002년 SBS 대하 드라마 《야인시대》의 박인애 역으로 출연하면서 큰 인기를 얻었다.

## 학력
- 세종대학교 문화예술콘텐츠대학원 공연예술학과 석사

## 경력
- 1999년 MBC 28기 공채 탤런트

## 출연 작품

### 드라마
- 1998년 EBS 1TV 청소년 드라마 《내일》
- 1998년 SBS 월화 드라마 《납량특선 8부작》
- 1999년 MBC 월화 미니시리즈 《미니 연작 - 봄 - 우리들의 왕따, 우리들의 왕초》
- 2000년 MBC 일요 아침 드라마 《눈으로 말해요》 - 유미정 역
- 2000년 MBC 아침 드라마 《사랑할수록》 - 송하영 역
- 2001년 MBC 특별기획 드라마 《홍국영》 - 우여옥 역
- 2001년 MBC 단막극 《MBC 베스트극장 - 사랑이 하고 싶다》 - 자영 역
- 2002년 SBS 대하 드라마 《야인시대》 - 박인애 역
- 2004년 SBS 대하 사극 《장길산》 - 이보현 역
- 2004년 MBC 일요 로맨스 극장 《단팥빵》 - 홍혜잔 역
- 2004년 SBS 특별기획 《매직》 - 여 비서 역
- 2004년 KBS 2TV 단막극 《KBS 드라마시티 - 마녀재판》 - 유상금 역
- 2005년 KBS 2TV 창사 특집극 《유행가가 되리》 - 유써니 역
- 2005년 SBS 광복 60년 SBS 대기획 《패션 70's》 - 여군 간호장교 역
- 2005년 SBS 드라마 스페셜 《루루공주》 - 김유미 역
- 2006년 MBC 주말 연속극 《진짜 진짜 좋아해》 - 고지수 역
- 2006년 KBS 2TV 월화 미니시리즈 《포도밭 그 사나이》 - 강수진 역
- 2007년 SBS 특집 드라마 《사랑한다면 이들처럼》
- 2007년 SBS 드라마 스페셜 《쩐의 전쟁 - 보너스 라운드》 - 강혜원 역
- 2007년 KBS 2TV 단막극 《KBS 드라마시티 - 하늘연인》 - 혜은 역
- 2008년 채널 CGV 럭셔리 코미디 드라마 《색시몽 리턴즈》 - 공주리 역
- 2008년 MBC 창사 47주년 특별기획 드라마 《에덴의 동쪽》 - 민혜령 역
- 2008년 KBS 2TV 아침 드라마 《아내와 여자》 - 강희수 역
- 2009년 KBS 2TV 주말 연속극 《솔약국집 아들들》 - 송진풍의 맞선녀 역 (특별 출연)
- 2010년 MBC 수목 미니시리즈 《로드 넘버원》 - 유명주 역
- 2011년 MBC 월화 특별기획 《계백》 - 명주 역
- 2013년 MBC 퀸 금요 드라마 《네일샵 파리스》 - 윤태희 역
- 2013년 OCN 일요 드라마 《특수사건 전담반 TEN 2》 - 양선화 역
- 2013년 MBC 주말 연속극 《사랑해서 남주나》 - 이민영 역
- 2014년 OCN 일요 드라마 《귀신 보는 형사 처용》 - 최연서 / 강미수 역
- 2014년 OCN 일요 드라마 《신의 퀴즈 4》 - 최서연 역
- 2015년 KBS 1TV 특별기획 대하 드라마 《징비록》 - 인동 장씨 부인 역
- 2017년 KBS 2TV 저녁 주말 드라마 《황금빛 내 인생》 - 선우희 역
- 2018년 JTBC 금토 드라마 《스케치》 - 김선미 역
- 2018년 KBS 2TV 저녁 일일 드라마 《끝까지 사랑》 - 윤정빈 역
- 2019년 KBS 2TV 수목 드라마 《왜그래 풍상씨》 - 나애심 역
- 2019년 KBS 1TV 저녁 일일 드라마 《꽃길만 걸어요》 - 남지영 역
- 2021년 MBC 저녁 일일 드라마 《밥이 되어라》 - 김지선 역 (사진 출연)
- 2021년 TVING 오리지널 드라마 《마녀식당으로 오세요》 (웹 드라마) - 요양보호사 연옥 역
- 2022년 MBC UHD 저녁 일일 드라마 《마녀의 게임》 - 차용숙 역
- 2023년 KBS 2TV UHD 저녁 주말 드라마 《진짜가 나타났다!》 - 선우희 역

### 시트콤
- 2000년 MBC 주간 시트콤 《세 친구》 - 작업남 윤다훈의 터칭을 받은 순진하고 순수한 여신 정소영 역

### 영화
- 2004년 《나두야 간다》 - 연희 역
- 2008년 《아버지와 마리와 나》 - 최영임 역 (특별 출연)
- 2014년 《맛》 - 제네시스 역
- 2016년 《사랑은 없다》 - 수영 역
- 2022년 《사선》 - 김소현 역

### 연극
- 2011년 《상계동 덕분이》 - 기숙 역 (2011.03.18~2011.05.29)
- 2013년 《고부 전쟁》 - 며느리 김주미 역 (2013.07.06~2013.08.25)

### 교양
- 2002년 SBS 《좋은 아침》 - 게스트 (2002.12.12)
- 2004년 MBC 《이현우 최은경의 좋은 예감》 - 게스트 (2004.10.07)
- 2013년 KBS 2TV 《오감만족 세상은 맛있다》 - 게스트 (2013.03.27)
- 2020년 채널A 《나는 몸신이다》 - 게스트 (2020.07.21)
- 2020년 채널A 《나는 몸신이다》 - 게스트 (2020.11.24)

### 예능
- 2002년 SBS 《신동엽 김원희의 헤이헤이헤이》 - 게스트 (2002.12.03)
- 2003년 KBS 2TV 《해피투게더 - 쟁반노래방》 - 게스트 (2003.01.30)
- 2003년 MBC 《강호동의 천생연분》 - 게스트 (2003.03.01)
- 2004년 SBS 《일요일이 좋다 - 대결! 반전 드라마》 - 게스트 (2004.08.15)
- 2008년 KBS 2TV 《스타 골든벨》 - 드라마 아내와 여자팀 배우 김혜은과 함께 출연 (2008.11.15)
- 2009년 KBS 2TV 《스타 골든벨》 - 게스트 (2009.03.21)
- 2013년 SBS 《짝》 - 게스트 (2013.02.11)
- 2018년 KBS 2TV 《해피투게더 3》 - 게스트 (2018.02.01)

### 라디오
- 2013년 MBC FM4U 《오후의 발견 스윗 소로우입니다》 - 스페셜 DJ (특별 출연) (2013.01.17)

### 뮤직비디오
- 2001년 이선희 - 〈이별 소곡〉
- 2005년 M To M - 〈세 글자〉
- 2006년 SG 워너비 - 〈내사람〉
- 2006년 SG 워너비 - 〈느림보〉
- 2007년 씨야 - 〈미워요〉
- 2007년 FT아일랜드 - 〈천둥〉
- 2013년 스피드 - 〈슬픈 약속〉

### 광고
- 1999년 해태제과식품 젠느
- 2000년 해태제과식품 아이네트
- 2000년 LG전자 LG 싸이언
- 2000년 아로화인
- 2001년 부광약품 e-후레쉬 (감우성과 함께 출연)
- 2002년 빙그레 바나나맛 우유 (이재황과 함께 출연)
- 2007년 대우일렉트로닉스 클라쎄
- 2012년 SK건설 SK 뷰
- 2013년 한국P&G 페브리즈

## 수상 및 후보
| 연도 | 시상식                          | 부문         | 작품       | 결과 |
| ---- | ------------------------------- | ------------ | ---------- | ---- |
| 1999 | 해태제과식품 젠느 모델 선발대회 | 대상         | 빈칸       | 수상 |
| 2001 | MBC 연기대상                    | 여자 신인상  | 《홍국영》 | 후보 |
| 2012 | 제7회 아시아 모델상 시상식      | 패셔니스타상 | 빈칸       | 수상 |